# Lad (Ungarn)
Lad (deutsch Lott) ist eine ungarische Gemeinde im Kreis Barcs im Komitat Somogy.

## Geografische Lage
Lad liegt gut 24 Kilometer nordöstlich der Kreisstadt Barcs. Nachbargemeinden sind Patosfa, Homokszentgyörgy und Hencse. 

## Geschichte
Die heutige Gemeinde entstand 1950 durch den Zusammenschluss der Orte Magyarlad und Németlad.

## Sehenswürdigkeiten
- Iván-András-Deák-Gedenktafel, erschaffen von Balázs Horváth
- Kalvarienberg
- Marienstatue, erschaffen 1910
- Römisch-katholische Kirche Munkás Szent József, erbaut 1855
- Römisch-katholische Kapelle, erbaut Mitte des 19. Jahrhunderts
- Reformierte Kirche, erbaut 1840
- Schloss Hoyos (Hoyos-kastély)
- Szent-Vendel-Statue, erschaffen 1903

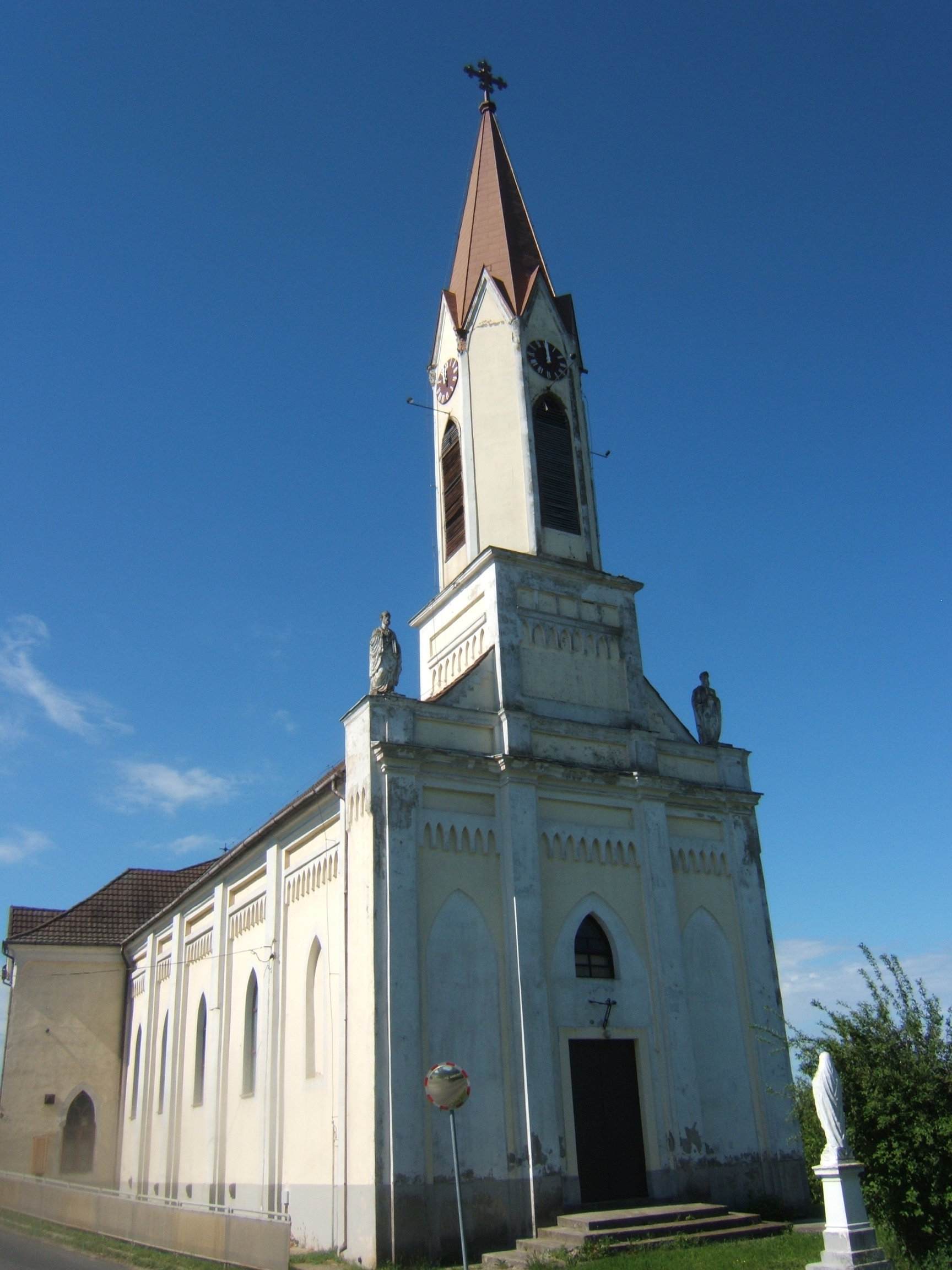
Römisch-katholische Kirche Munkás Szent József
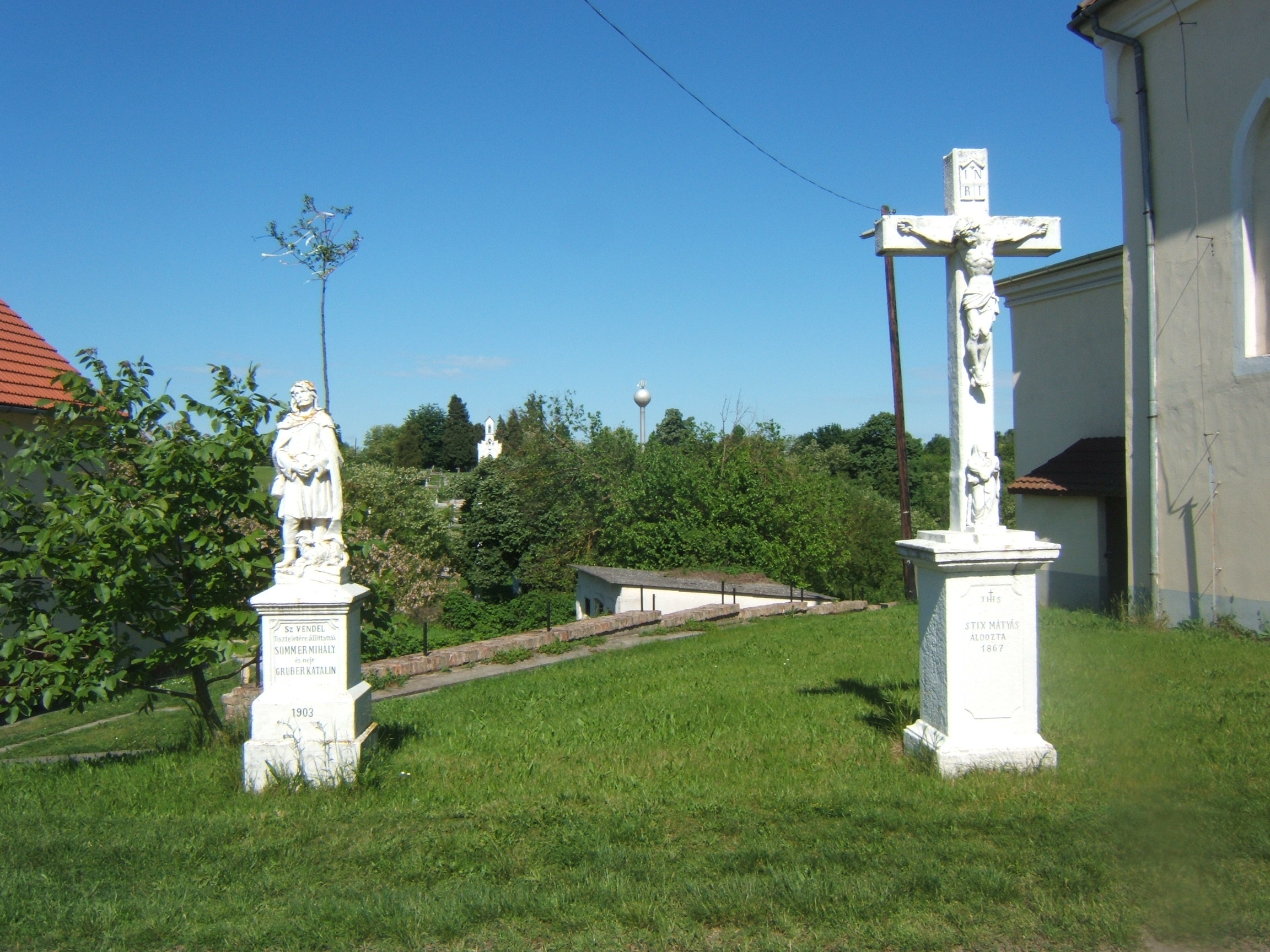
Szent-Vendel-Statue und Kruzifix
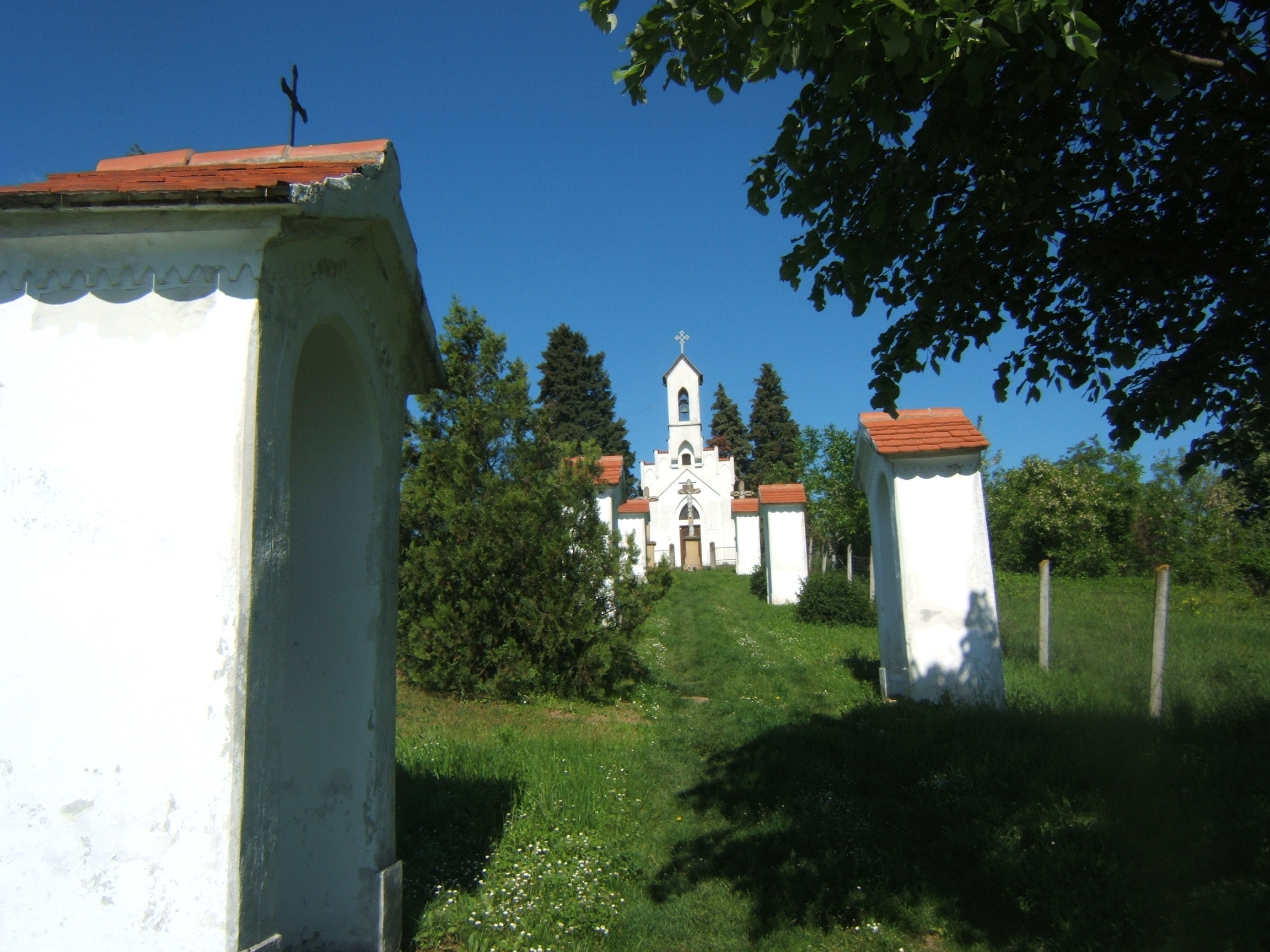
Kalvarienberg mit Kapelle

## Verkehr
Der Ort liegt an den Landstraßen Nr. 6607 und Nr. 6623. Es bestehen Busverbindungen nach Kadarkút, Szigetvár und Barcs. Der nächstgelegene Bahnhof befindet sich knapp 20 Kilometer südöstlich in Szigetvár.